# Abd-al-Aziz ibn Mussa ibn Nussayr
Abd-al-Aziz ibn Mussa ibn Nussayr (àrab: عبد العزيز بن موسى بن نصير, ʿAbd al-Azīz b. Mūsà b. Nuṣayr) (m. 716) fou valí de l'Àndalus (714-716).
Va residir a Ixbíliya (Sevilla). Era fill de Mussa ibn Nussayr, valí d'Ifríqiya, el qual ja li havia encomanat diverses missions i càrrecs al Magreb. En 713 va conquerir Niebla, Beja i Ocsonoba, i l'abril del mateix any va signar el Tractat de Teodomir amb aquest senyor visigot establert a la zona que posteriorment seria coneguda com la cora de Tudmir. Quan, el 714, el seu pare va marxar cap a Damasc per presentar-se davant del califa al-Walid I, Abd-al-Aziz va quedar encarregat del valiat. Cap a finals del 714, en saber-se la renúncia a la corona del rei Àquila II, els visigots aliats es van revoltar i van proclamar rei Ardó. Abd-al-Aziz va intentar que se sotmetessin al califat el 715, però en no aconseguir-ho va decidir conquerir militarment la Tarraconense nord-oriental i la Septimània. En aquest temps es va casar amb Egilona, la vídua de Roderic. Abans de poder reunir l'exèrcit que havia de marxar al nord-est, va ser assassinat la primavera del 716. El va succeir el seu cosí Ayyub al-Lakhmí.